# Amber Marshall
Amber Marshall (ur. 19 lipca 2001) – australijska tenisistka.

## Kariera tenisowa
W karierze wygrała jeden turniej deblowy rangi ITF. 17 lutego 2020 zajmowała najwyższe miejsce w rankingu singlowym WTA Tour – 610. pozycję, a także osiągnęła najwyższą lokatę w deblu – 455. miejsce.
W 2015 roku zwyciężyła w grze pojedynczej podczas mistrzostw Australii do lat 14.
W 2020 roku zadebiutowała w turnieju głównym zawodów wielkoszlemowych, przegrywając w pierwszej rundzie gry podwójnej podczas Australian Open, gdzie występowała w parze z Alexandrą Bozovic.

## Wygrane turnieje rangi ITF
| turnieje z pulą nagród 100 000 $ |
| turnieje z pulą nagród 80 000 $  |
| turnieje z pulą nagród 60 000 $  |
| turnieje z pulą nagród 25 000 $  |
| turnieje z pulą nagród 15 000 $  |
| turnieje z pulą nagród 10 000 $  |

### Gra podwójna
|    | Data       | Turniej    | Naw.   | Partnerka        | Przeciwniczki              | Wynik    |
| 1. | 16/02/2019 | Port Pirie | Twarda | Valentina Ivanov | Patricia Böntgen Lisa Mays | 7:5, 6:2 |